# Nemateri
Els nemateris (Nematherium) són un gènere extint de mamífers pilosos de la família dels milodòntids que visqueren a Sud-amèrica durant el Miocè, fa entre 11,8 i 17,5 milions d'anys. Se n'han trobat restes fòssils a l'Argentina, Colòmbia i Xile. Feia més de 2 m de llargada i pesava aproximadament 90 kg. Tenia el crani bastant llarg en comparació amb els peresosos d'avui en dia, amb els quals estava relacionat. Mancava de dents canines a la dentadura. És un dels fòssils guia del Burdigalià del sud de Sud-amèrica.